# Pierre Fritte (Lavilletertre)
Pour les articles homonymes, voir Pierre Frite.
La Pierre Fritte (Frite) appelée aussi menhir de St Cyr-sur-Chars  ou Palet de Gargantua est un menhir situé sur le territoire de la commune de Lavilletertre dans le département français de l'Oise .

## Historique
Le menhir est mentionné en 1803 par Cambry. Il figure sur le cadastre napoléonien. Il est parfois mentionné sous le nom de menhir de St Cyr-sur-Chars en raison de sa proximité avec le château du même nom.

## Description
Le menhir est une dalle en grès quartzeux d'origine locale de 3,10 m de longueur, émergeant du sol sur 2,70 m sur hauteur  dont la largeur varie entre 3,10 m à la base jusqu'à 1,50 m au sommet pour une épaisseur d'environ 1 m à la base à  0,80 m au sommet. Elle est légèrement inclinée. La face ouest est plane alors que la face est comporte des fissures et des protubérances naturelles. Le sommet de la dalle comporte trois cuvettes d'origine naturelle. La plus grande est profonde de 0,31 m et peut contenir jusqu'à 13,40 litres d'eau, et les deux autres respectivement 0,55 litre et 0,43 litre. Quand elles sont remplies d'eau, ces cuvettes constituent de petits abreuvoirs qui attirent les oiseaux.

## Folklore
Selon Cambry, au début du XIXe siècle les habitants du hameau voisin de Romesnil pensaient que la pierre était dédiée au soleil. Selon la légende, la pierre serait le palet de Gargantua, qu'il aurait lancé en visant Neuville-Bosc alors qu'il était  juché sur la butte de Montjavoult.